# Nomada conspicua
Nomada conspicua är en biart som beskrevs av Smith 1864. Nomada conspicua ingår i släktet gökbin, och familjen långtungebin. Inga underarter finns listade i Catalogue of Life.